# Webbrowser

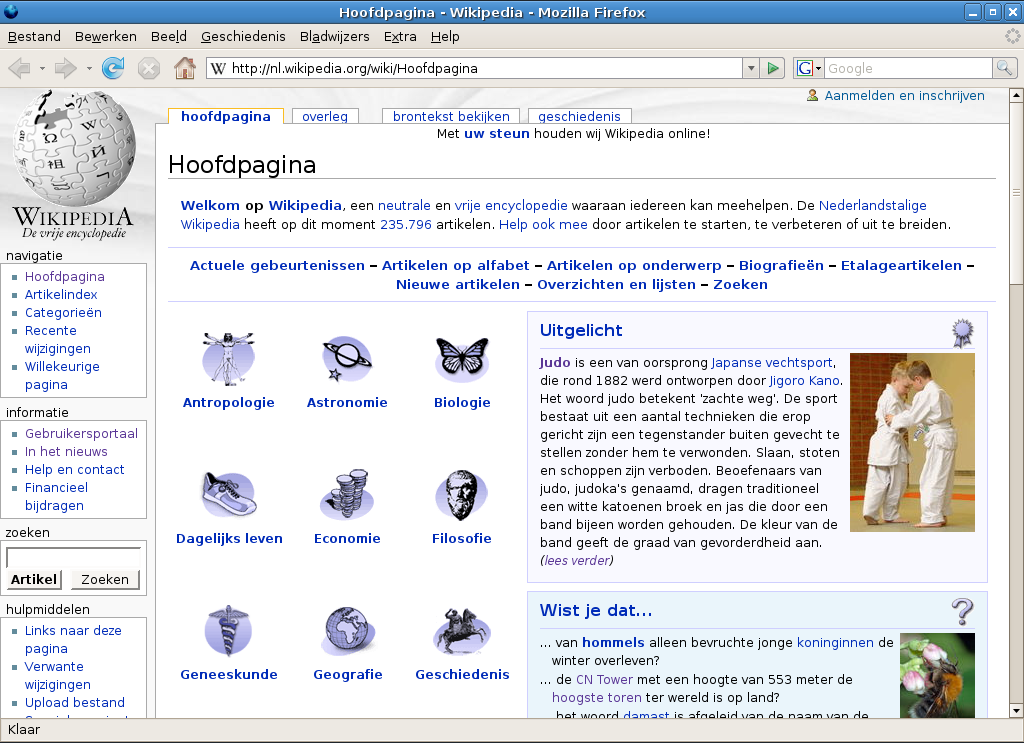
De browser Mozilla Firefox

Een webbrowser (ook wel (internet)browser, bladerprogramma of bladeraar genoemd) is een computerprogramma om webpagina's te bekijken. Het gebruik van een browser is in de volksmond synoniem aan surfen op het internet. Een webbrowser kan zijn opgenomen in een internet suite. Een webbrowser kan ook gebruikt worden voor de weergave van een lokaal HTML-bestand.

## Werking
Een browser zet webpagina's, die door een webserver zijn aangeleverd, om in een voor mensen leesbare vorm. Vaste elementen van een webpagina zijn verschillende soorten opmaak van tekst, plaatjes en links naar andere webpagina's. Deze links kunnen worden gebruikt om naar andere pagina's te surfen. Er zijn webbrowsers die dergelijke documenten voorlezen, andere zetten ze om in puntjes op een braillemachine, maar de meeste browserinstallaties geven een webpagina weer op een computerscherm en kunnen ook animaties en geluid weergeven.
Sommige webbrowsers zijn geïntegreerde pakketten, waarin bijvoorbeeld ook een e-mailclient en een Usenetclient zitten. Vrijwel alle browsers hebben de mogelijkheid om weblocaties op te slaan (bladwijzers), bestanden te downloaden, een geschiedenis bij te houden van waar de gebruiker geweest is en om verschillende soorten media weer te geven. Sommige browsers voegen hier nog andere dingen aan toe zoals meerdere tabbladen, pop-upblockers, advertentiefiltering en automatisch zoeken op een zoekmachine.

## Voorbeelden
Bekende browsers zijn onder andere: 
- Microsoft Edge (vroeger Internet Explorer)
- Mozilla Firefox
- Google Chrome
- Safari
- Opera

Minder bekende, alternatieve browsers zijn (onvolledige lijst):
- Brave
- Camino
- Konqueror
- CoolNovo
- Lunascape
- SeaMonkey

## Geschiedenis
De eerste browser heette WorldWideWeb en werd geschreven door de uitvinder van het wereldwijd web, Sir Tim Berners-Lee in 1990 en geïntroduceerd aan zijn collega's bij CERN in maart 1991.
De eerste echt populaire browser was NCSA Mosaic, een grafische browser die oorspronkelijk alleen werkte op het Unix-platform, maar al snel ook op Apple Macintosh en Windows. Versie 1.0 kwam uit in 1993. Marc Andreessen, de leider van het Mosaic-team, nam ontslag om zijn eigen bedrijf op te richten: Netscape Communications Corporation.
In 1994 kwam de eerste versie van de Netscape Navigator uit en nam al snel in populariteit toe. Microsoft reageerde hierop door zelf een browser te kopen van het bedrijf Spyglass Inc. en deze verder te ontwikkelen onder de naam Microsoft Internet Explorer (IE). Dit startte de zogenaamde browseroorlog.
In de strijd om de meeste gebruikers werden er veel nieuwe technologieën bedacht door beide bedrijven. Doordat de uitbreidingen niet werkten in de browser van de concurrent had dit tot gevolg dat veel webpagina's maar in een van beide programma's goed werkten. Vanaf versie 3.0 van beide programma's begon Microsoft toch langzamerhand de overhand te krijgen, omdat haar browser zich beter aan de standaarden hield en doordat deze over meer functies beschikte. In 1998 eindigde de oorlog omdat het duidelijk was dat Microsofts sterke stijging niet meer te stoppen was. Dit kwam grotendeels doordat Microsoft haar browser bij Windows inbouwde. In de jaren daarna vergrootte Microsoft haar marktaandeel tot meer dan 95%.
Om het tij te keren maakte Netscape haar browser open source. Na enkele moeilijke jaren resulteerde dit in 2002 in de Mozilla Suite. Ook splitste er zich in dat jaar een onderdeel vanaf dat later Mozilla Firefox zou worden. In 2004 werd de 1.0-versie van Firefox uitgebracht. Deze werd snel populairder en voor het eerst in jaren was er een daling in het marktaandeel van IE te zien.

## Standaarden en protocollen
Er wordt getracht browsers aan de standaarden van de standaardorganisatie voor het wereldwijd web, W3C, te laten voldoen. Helaas slagen de meeste browsers niet volledig in het foutloos implementeren van deze standaarden. Het gevolg is dat veel webpagina's code bevatten om in verschillende browsers toch vergelijkbare opmaak en functionaliteit te bieden. Soms wordt er browser sniffing gebruikt om te detecteren welke browser gebruikt wordt, soms conditional comments (Internet Explorer gebruikt deze techniek) of zogenaamde CSS-filters (doorgaans "CSS-hacks" genaamd).
Iedere browser maakt gebruik van het HTTP en van HTTPS om te communiceren met de server. Veel browsers bieden tevens voorzieningen om gebruik te maken van FTP- of P2P- en IRC-protocollen zoals het door Opera ondersteunde BitTorrent-protocol. "Resources" (pagina's, afbeeldingen, video's etc.) op het internet worden aangegeven door een URL (Uniform Resource Locator), een type URI (uniform resource identifier). Dit is te zien aan het eerste gedeelte van de URL, http://nl.wikipedia.org bijvoorbeeld. Webpagina's worden opgemaakt in HTML of XHTML, vaak in combinatie met CSS. Deze informatie wordt vervolgens verwerkt door de render-engine van de browser om zo de pagina weer te geven. In een pagina zijn vaak afbeeldingen te vinden, meestal worden de types PNG, JPEG of GIF gebruikt.

## Marktaandeel

Verandering in het marktaandeel van webbrowsers volgens StatCounter.

Over het feitelijke marktaandeel van de verschillende browsers bestaan uiteenlopende statistieken. De verdeling van de markt is ook in de tijd grondig gewijzigd. Mosaic, aanvankelijk de enige grafische browser, werd halfweg de jaren 1990 verdrongen door Netscape Navigator, dat het rond de eeuwwisseling moest afleggen tegen de aan Windows gekoppelde browser Internet Explorer. Deze ondervond nadien concurrentie van vele opkomende alternatieven, waaronder Mozilla Firefox, en sedert 2009 vooral van – het in 2019 dominante – Google Chrome, gebaseerd op Chromium.

## Privacyvriendelijke browsers
Browsers zijn in staat om veel persoonlijke informatie te winnen over hun gebruikers op basis van internetgeschiedenis, gebruik van de browser en zo verder. Van deze informatie kan de browser extra informatie, zogenaamde metadata, afleiden. Dit gegeven zorgt ervoor dat mensen, vanwege privacy-redenen, op zoek gaan browsers die geen (of in beperkte mate) informatie over haar gebruikers bijhoudt.
Voorbeelden van privacyvriendelijke browsers zijn:
- Firefox (instelbaar)
- Brave
- Tor